# Forcall
Forcall ist eine Gemeinde (municipi) im Norden der Provinz Castelló in der Valencianischen Gemeinschaft in Spanien. Sie ist Teil der Comarca Els Ports und hat 477 Einwohner (Stand: 2024).

## Geografie
Forcall liegt etwa 85 Kilometer nordnordwestlich von Castellón de la Plana in einer Höhe von ca. 700 m. 

## Bevölkerungsentwicklung
| Jahr      | 1970 | 1981 | 1991 | 2001 | 2011 | 2021 |
| Einwohner | 961  | 738  | 604  | 558  | 520  | 452  |

## Sehenswürdigkeiten
- Kirche Mariä Himmelfahrt
- Marienkapelle
- Josephskapelle
- Alter Dominikanerkonvent
- Herrenhaus der Les Escaletes
- Herrenhaus der Ossets (heute Hotel)

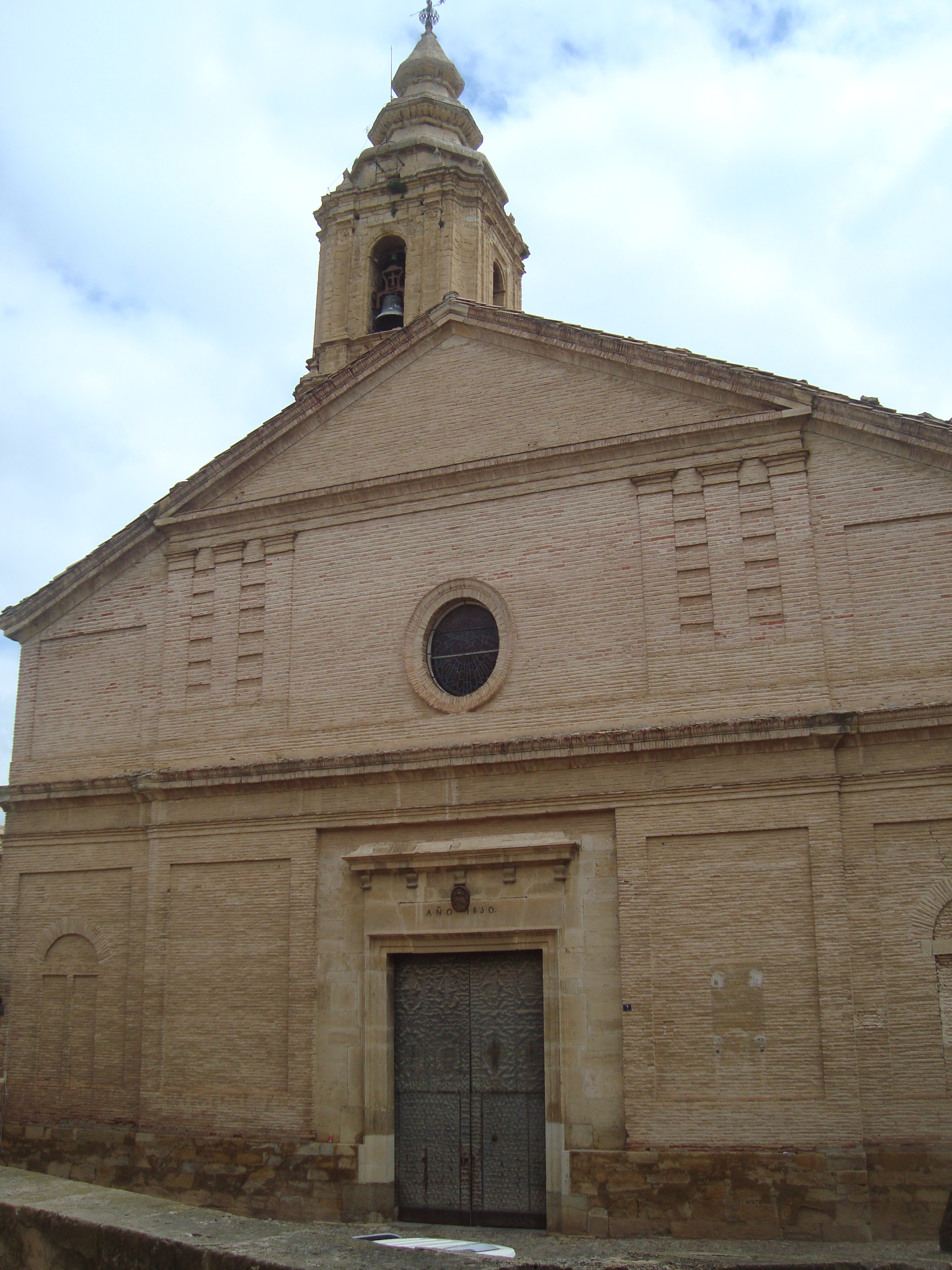
Kirche Mariä Himmelfahrt
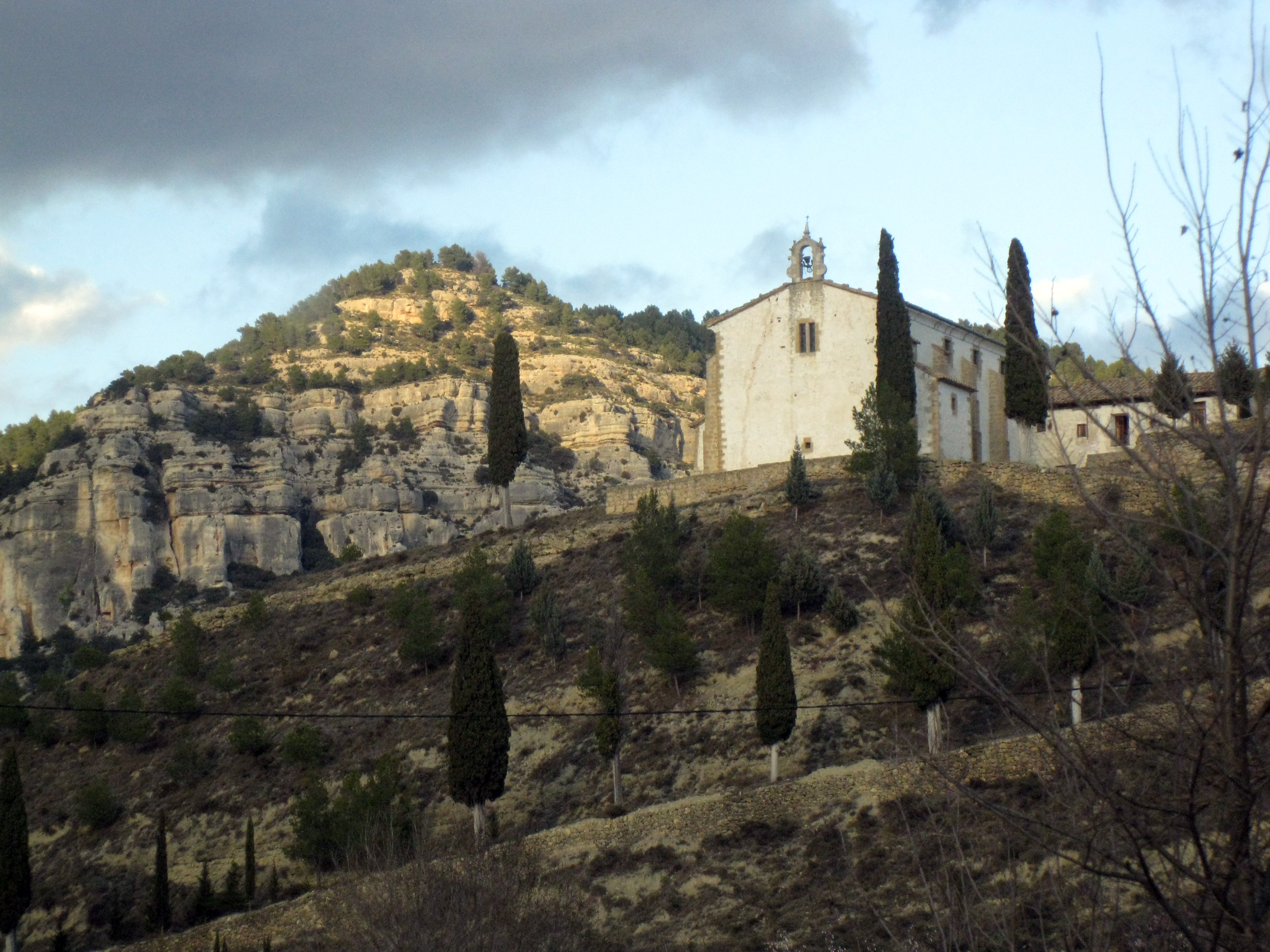
Marienkapelle
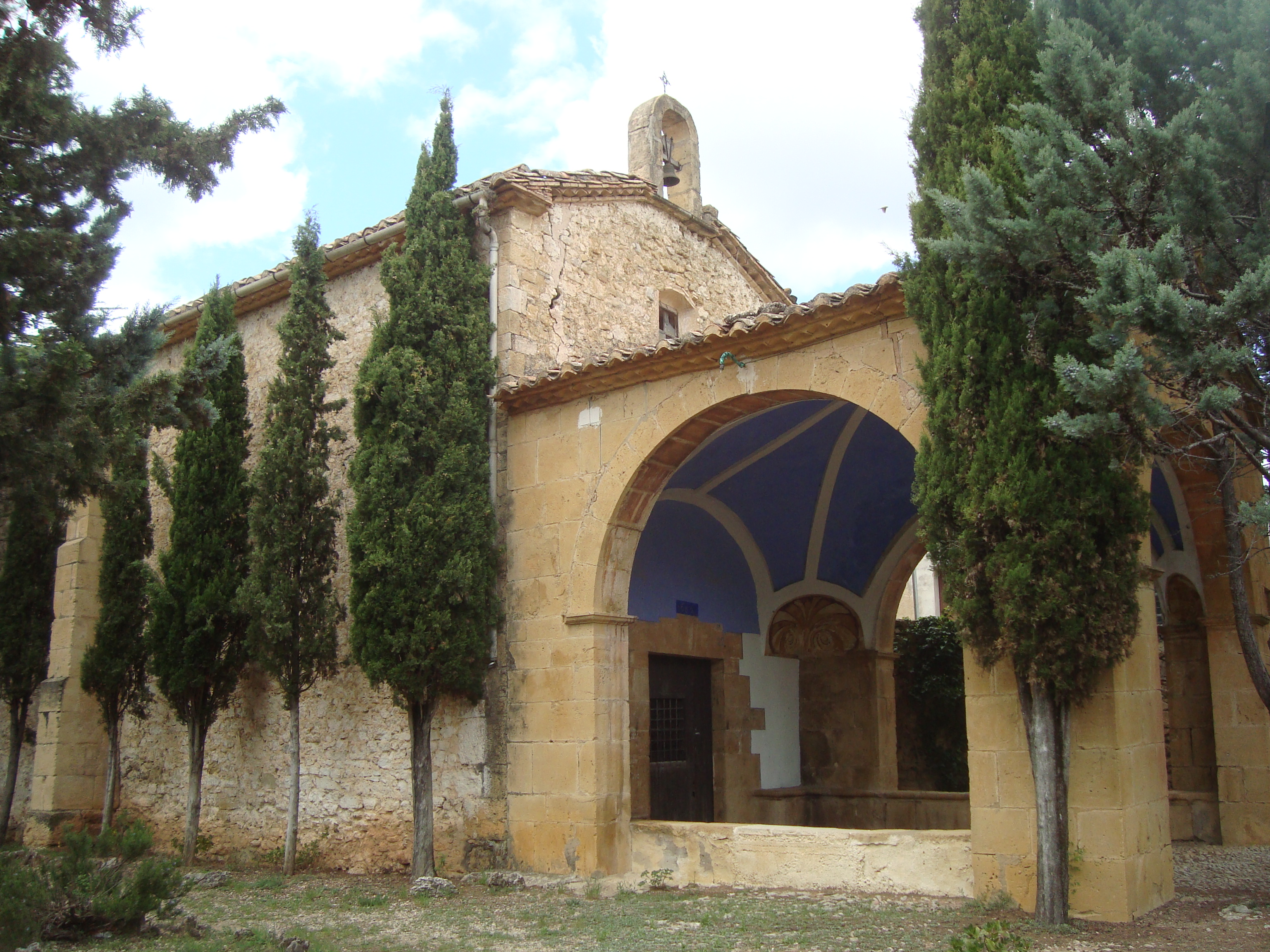
Josephskapelle
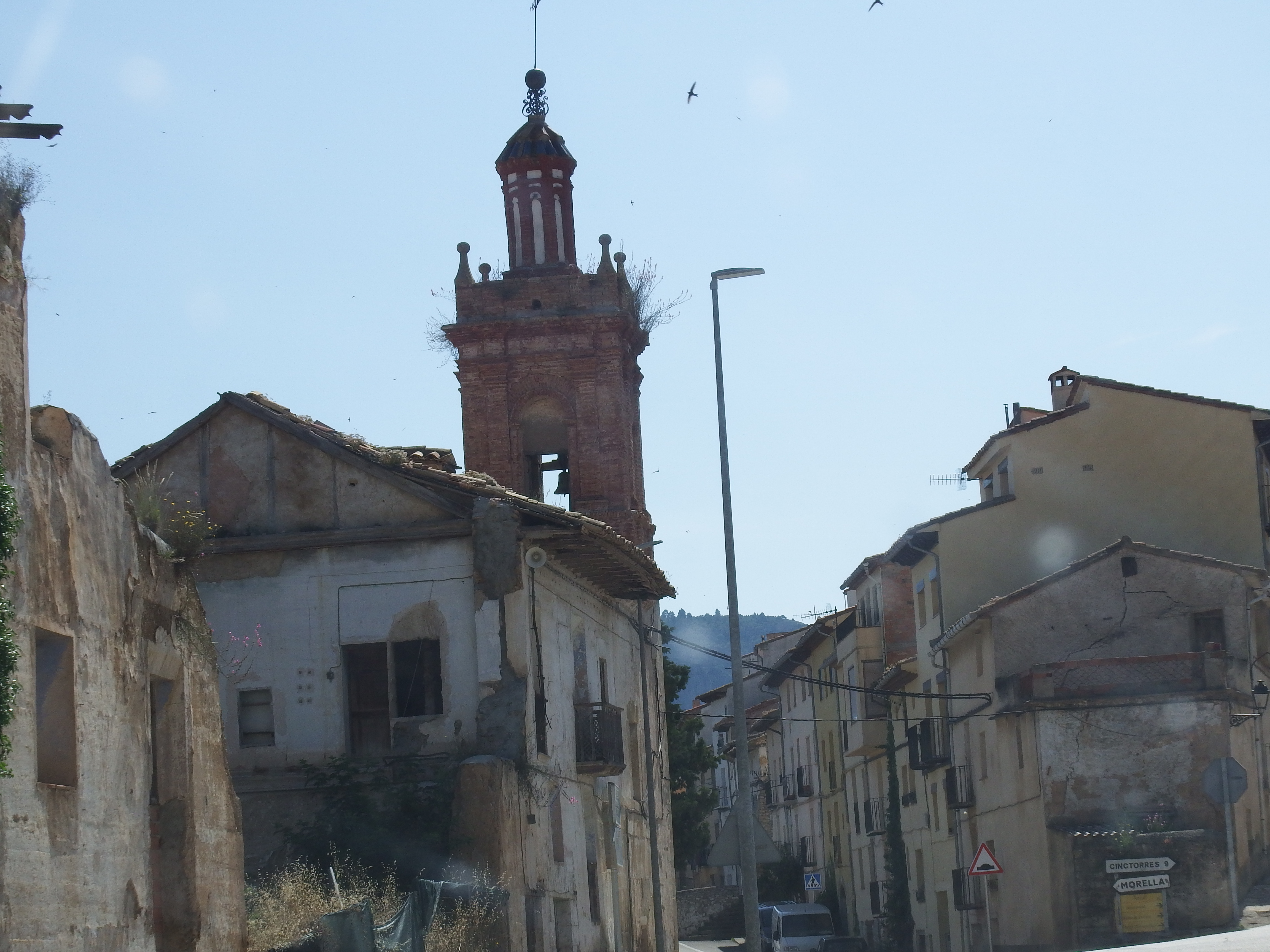
Alter Dominikanerkonvent
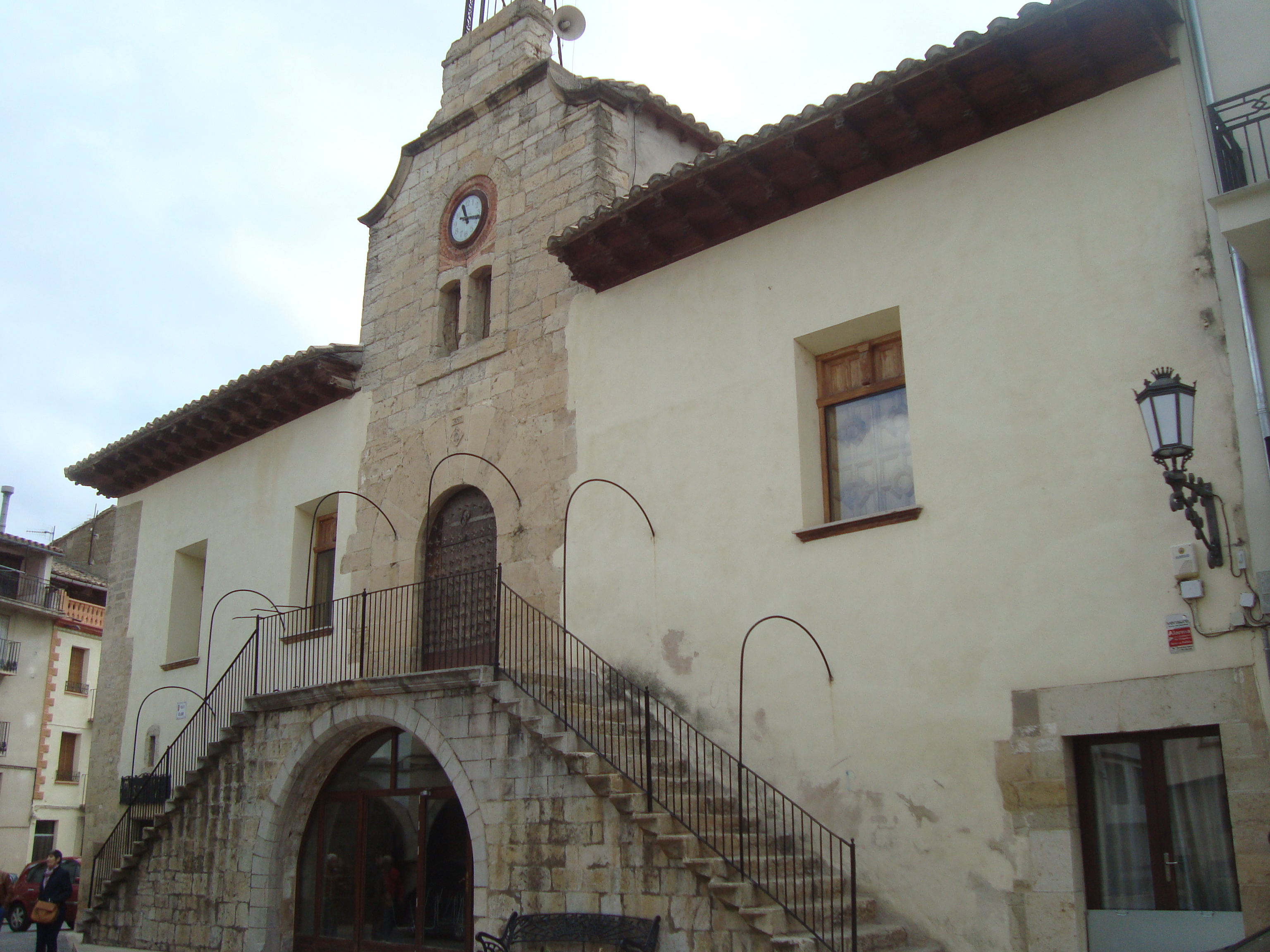
Herrenhaus der Les Escaletes
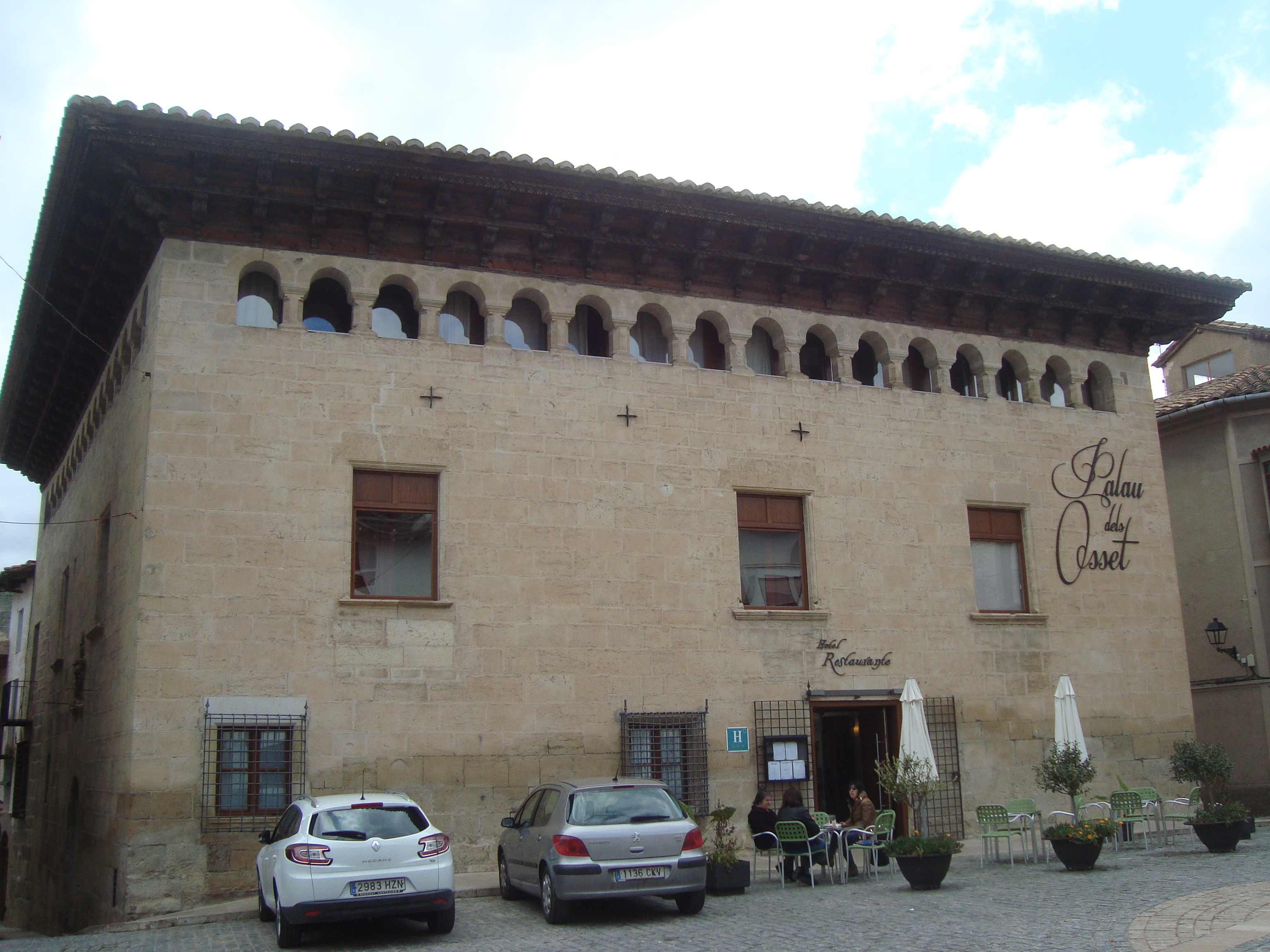
Herrenhaus der Ossets